# 三刺粗毛蚤
三刺粗毛蚤（学名：Macrothrix triserialis）为粗毛蚤科粗毛蚤属的动物。分布于斯里兰卡、印度、印度尼西亚、泰国、欧洲、北美洲、玻利维亚、肯尼亚、澳大利亚以及中国大陆的广东、云南等地，属于嗜暖性种类。其一般栖息于湖泊沿岸区和小池塘中。